# 東海歯科医療専門学校
東海歯科医療専門学校（とうかいしかいりょうせんもんがっこう）は、愛知県名古屋市名東区藤が丘にある私立専修学校。

## 概要
運営母体は学校法人セムイ学園。共通の学校法人が運営する系列校に東海医療工学専門学校、東海医療科学専門学校がある。医療・福祉系の国家資格に特化して養成を行っている。

## 沿革
- 1976年（昭和51年）4月14日 - 宗教法人大應寺が東海歯科技工士学校を開設。
- 1983年（昭和58年）3月7日 - 現校名に改称。
- 2006年（平成18年） - 設置者が学校法人セムイ学園に変更。

## 設置コース
- 歯科技工士科（昼間2年課程）
- 歯科技工専攻科（昼間1年コース・昼間2年コース）

## 取得受験資格
- 歯科技工士

## 所在地
- 愛知県名古屋市名東区藤が丘158

## 交通アクセス
- 名古屋市営地下鉄東山線・愛知高速交通東部丘陵線「藤が丘駅」下車、徒歩で約1分。